# Anthracini
Anthracini là một tông thuộc phân họ Anthracinae, họ Bombyliidae.

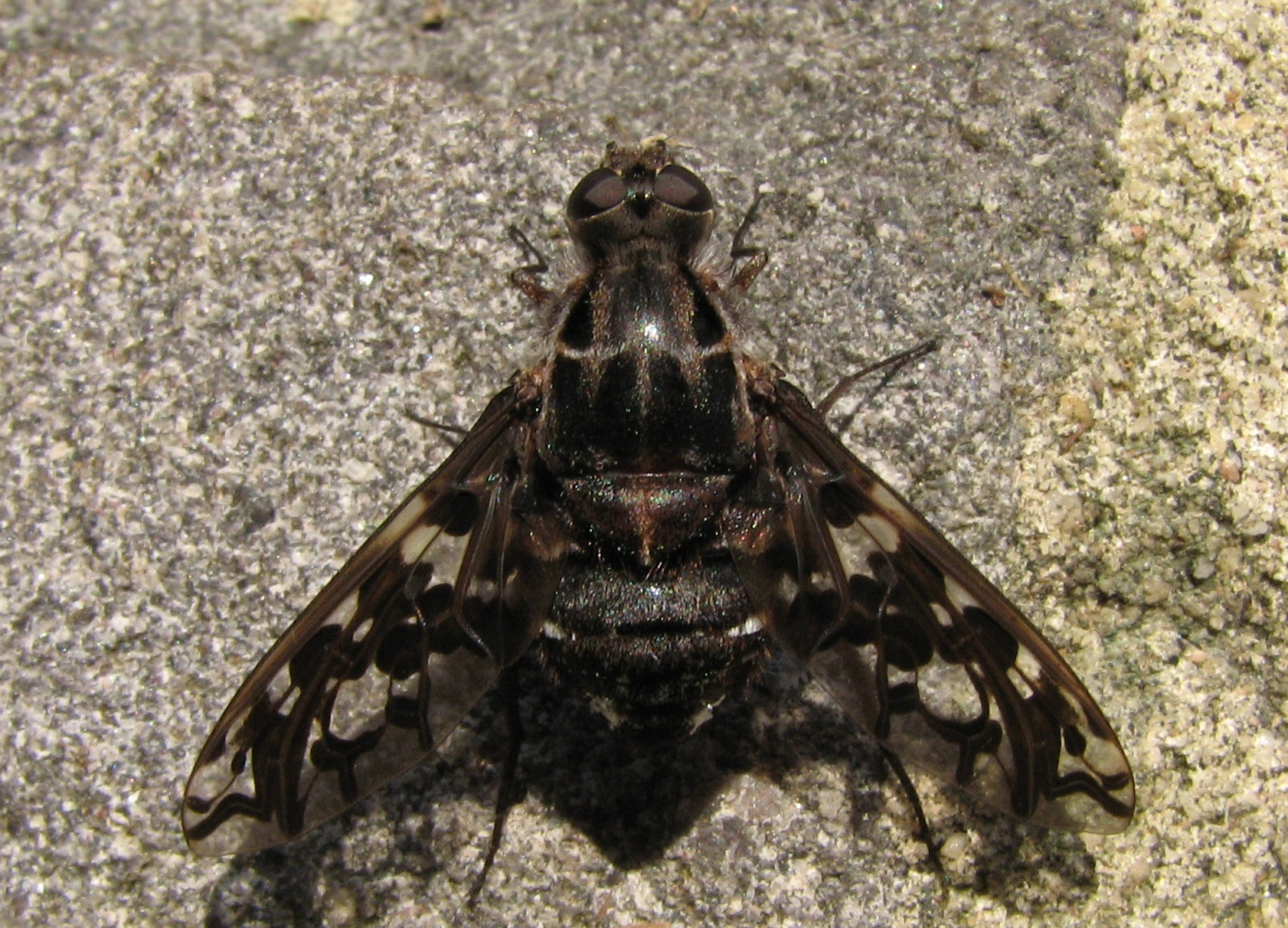
Xenox tigrinus

## Chi
- Anthrax Scopoli, 1763
- Brachyanax Evenhuis, 1981
- Dicranoclista Bezzi, 1924
- Satyramoeba Sack, 1909
- Spogostylum Macquart, 1840
- Thraxan Yeates & Lambkin, 1998
- Turkmeniella Paramonov, 1940
- Walkeromyia Paramonov, 1934
- Xenox Evenhuis, 1985